# Burg Iggingen
Die Burg Iggingen (auch Schloss Iggingen) ist eine vollständig abgegangene, mittelalterliche Befestigungsanlage in Iggingen, einer Gemeinde im baden-württembergischen Ostalbkreis. Von der Burg und ihren Bewohnern sind nur archivalische Belege erhalten. Ein Adelsgeschlecht von Iggingen ist für das 13., 14., und 15. Jahrhundert nachgewiesen.

## Lage
Die Burg befand sich etwa 1,5 Kilometer südwestlich von Iggingen in der Flur Schloßäcker, einem bewaldeten Sporn oberhalb des Airlighofener Bachs. Einige hundert Meter nördlich der alten Burgstelle befand sich die abgegangene Ortschaft Airlighofen.
Die Burg muss ein Festes Haus oder eine kleine Turmburg gewesen sein. Ein Halsgraben, der eigentlich für Burgen in Spornlage typisch ist, fehlt.

## Geschichte
Über die Geschichte der Burg haben sich keine Nachrichten erhalten.
Ein Adelsgeschlecht derer von Iggingen (auch Uckingen oder Uggingen) ist aus alten Urkunden bekannt: Erstmals erwähnt wurde ein Herr und Ritter Diemar von Uggingen (dom. Diemarus miles) im Jahre 1274. Dieselbe Person taucht nochmals 1277 und 1295 auf. Im 14. Jahrhundert (1331) wurden ein Konrad von Uggingen und seine Frau Hedwig genannt. 1351 erscheinen deren Söhne Diemar und Konrad, von denen ansonsten nichts bekannt ist.
Die Ritter scheinen schon früh in die Stadt Schwäbisch Gmünd umgesiedelt zu sein: Um 1364 lebte in Gmünd der Ratsherr Hans von Uggingen und seine Frau Agnes (geb. von Rot). Es bestanden wohl verwandtschaftliche Beziehungen zu den Rot aus der Gegend von Oberrot. 1450 war ein Caspar von Uckingen Pfleger des Klosters Gotteszell; 1454 stieg er zum Bürgermeister von Gmünd auf. Als letzter des Geschlechts ist Hans von Uckingen, Ritter des heiligen Grabes bekannt, der 1493 verstorben ist. Die Burg Iggingen dürfte in jener Zeit schon längst ruiniert gewesen sein; wahrscheinlich diente sie als billiger Steinbruch für die Bauern der Umgebung.
Bemerkenswert war das Wappen der Herren von Iggingen: Es zeigte als Helmzier ein Sieb und ähnelte somit dem Wappen der Adelmann von Adelmannsfelden. Möglicherweise waren die Geschlechter verwandt.

Wappen derer von Iggingen
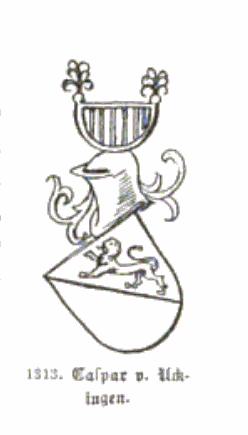
Wappen des Bürgermeisters Caspar von Iggingen